# 萊托赫特茲 (阿拉巴馬州)
萊托赫特茲（英語：Letohatchee）是一個位於美國阿拉巴馬州朗茲縣的非建制地區。該地的面積和人口皆未知。

## 地理
萊托赫特茲的座標為32°07′47″N 86°29′09″W / 32.12972°N 86.48583°W，而該地的平均海拔高度為98米（即322英尺）。